# Chionaema piepersi
Chionaema piepersi là một loài bướm đêm thuộc phân họ Arctiinae, họ Erebidae.